# Episodi di Mad Men (quinta stagione)
La quinta stagione della serie televisiva Mad Men è stata trasmessa in prima visione negli Stati Uniti d'America da AMC dal 25 marzo al 10 giugno 2012.
In Italia, la stagione è stata trasmessa in prima visione da Rai 4 dal 1º dicembre 2013 all'8 gennaio 2014.
| nº | Titolo originale       | Titolo italiano             | Prima TV USA   | Prima TV Italia  |
| -- | ---------------------- | --------------------------- | -------------- | ---------------- |
| 1  | A Little Kiss (part 1) | Un piccolo bacio - 1ª parte | 25 marzo 2012  | 1º dicembre 2013 |
| 2  | A Little Kiss (part 2) | Un piccolo bacio - 2ª parte | 25 marzo 2012  | 1º dicembre 2013 |
| 3  | Tea Leaves             | Foglie di tè                | 1º aprile 2012 | 8 dicembre 2013  |
| 4  | Mystery Date           | Sconosciuti alla porta      | 8 aprile 2012  | 8 dicembre 2013  |
| 5  | Signal 30              | Lezioni di guida            | 15 aprile 2012 | 18 dicembre 2013 |
| 6  | Far Away Places        | Luoghi lontani              | 22 aprile 2012 | 18 dicembre 2013 |
| 7  | At the Codfish Ball    | La proposta                 | 29 aprile 2012 | 25 dicembre 2013 |
| 8  | Lady Lazarus           | Lady Lazarus                | 6 maggio 2012  | 25 dicembre 2013 |
| 9  | Dark Shadows           | Ombre scure                 | 13 maggio 2012 | 1º gennaio 2014  |
| 10 | Christmas Waltz        | Valzer di Natale            | 20 maggio 2012 | 1º gennaio 2014  |
| 11 | The Other Woman        | L'altra donna               | 27 maggio 2012 | 8 gennaio 2014   |
| 12 | Commissions and Fees   | Commissioni e tariffe       | 3 giugno 2012  | 8 gennaio 2014   |
| 13 | The Phantom            | Il fantasma                 | 10 giugno 2012 | 8 gennaio 2014   |

## Un piccolo bacio
- Titolo originale: A Little Kiss
- Diretto da: Jennifer Getzinger
- Scritto da: Matthew Weiner

### Trama
Fine maggio 1966. In strada, un gruppo di afroamericani sta protestando per la conquista dei diritti civili; da un ufficio dell'agenzia pubblicitaria Young & Rubicam alcuni giovani copywriter si divertono a lanciare gavettoni, scatenando lo sdegno dei dimostranti.
A casa di Don Draper e della sua seconda moglie, l'ex segretaria Megan, Don sta facendo colazione con i suoi tre figli, Sally, Bobby e Gene, venuti a passare il weekend del Memorial Day da lui perché a breve sarà il suo quarantesimo compleanno. I bambini gli regalano un pennello da barba di setole di tasso. A sera Don li riporta a casa dalla madre Betty.
La mattina dopo, Pete Campbell è sul treno diretto in ufficio, e scambia qualche chiacchiera con un vicino di posto, lamentando il fatto che da quando hanno avuto una bambina sua moglie Trudy non è più curata come una volta.
Intanto, a casa, Joan Harris si prende cura del suo neonato, Kevin, aiutata dalla madre Gail, la quale continua a suggerire alla figlia di non tornare a lavorare e dedicarsi totalmente al suo ruolo di madre, ma Joan sente la mancanza dell'ufficio.
Giunto alla Sterling Cooper Draper Pryce, Pete si incontra con i colleghi Peggy Olson, Ken Cosgrove e Stan Rizzo per preparare la riunione con i rappresentanti della Heinz, e si arrabbia con la sua segretaria Clara perché si lascia distrarre dalle attenzioni di Roger Sterling. L'incidente del gavettone ha messo in cattiva luce l'agenzia rivale Young & Rubicam, e Sterling e Draper, arrivato nel frattempo in ufficio con Megan (che ora lavora come creativa), ci scherzano sopra, suggerendo di far pubblicare una finta offerta di lavoro aperta anche a candidati di colore per dimostrare che, invece, alla Sterling Cooper Draper Pryce le cose sono diverse. Pete comunica a Don che, forse, potrebbe riuscire a convincere i rappresentanti della Mohawk Airlines a rivolgersi di nuovo alla loro agenzia, che qualche anno prima li aveva scaricati sperando di conquistare la rivale American Airlines; ma, quando si reca all'incontro fissato, scopre che Roger Sterling lo ha preceduto, intromettendosi nel suo lavoro. Capisce così che, ronzando attorno alla sua segretaria, Sterling cerca in realtà di venire a conoscenza dei suoi impegni per anticiparlo.
Megan sottopone il suo lavoro al suo superiore, Peggy, e le chiede anche un consiglio: vuole organizzare una festa a sorpresa per il compleanno di Don, e le chiede chi potrebbe invitare. Peggy presenta poi la sua originale idea per la campagna pubblicitaria dei fagioli Heinz, ma il cliente non l'apprezza: invece di difenderla, Don si mostra accomodante con le richieste molto più banali del cliente, suscitando il risentimento della ragazza.
Arriva la sera della festa di compleanno di Don, che non ama le sorprese ma fa buon viso a cattivo gioco. Megan si esibisce per lui in una canzoncina in francese sexy e provocante, Zou bisou bisou. Quando tutti gli invitati se ne sono andati, fra marito e moglie nasce una discussione, poiché Don si è sentito imbarazzato per l'esibizione della ragazza e ribadisce che non ama festeggiare il suo compleanno, e che comunque la data non è quella vera, dato che lui in realtà è nato un altro giorno (da ciò si capisce che anche Megan ormai sa della vera identità di Don, il cui nome è in realtà Dick Whitman).
Il lunedì seguente, arrivando in ufficio in taxi, Lane Pryce trova un portafogli smarrito: telefona al proprietario e gli risponde la fidanzata, con la quale Lane flirta al telefono e che invita nel suo ufficio, ufficialmente per riprendere il portafogli. Ma, a fine giornata, sarà il fidanzato a presentarsi; Lane però estrae dal portafogli e conserva per sé una fotografia della ragazza, Dolores.
La madre di Joan mostra alla figlia l'annuncio per un posto di lavoro alla Sterling Cooper Draper Pryce (finto, ma le due non possono saperlo): Joan si preoccupa che stiano cercando di rimpiazzarla, e decide di fare una visita in ufficio, dove, nel frattempo, Pete lamenta il fatto che il suo ufficio è troppo piccolo e non può ricevere i clienti in maniera consona al suo ruolo. Roger si rifiuta di cedere il suo, ma convince Harry Crane a farlo al posto suo.
Joan arriva in ufficio col piccolo Kevin, e incontra Don e Megan, Roger (che è il vero padre del bambino), Peggy e Lane, che la rassicura sul fatto che l'offerta di lavoro è in realtà uno scherzo, e che approfitta della sua presenza per sbrigare un po' di affari. Megan, ancora scossa per la discussione avuta col marito, si sfoga con Peggy, lamentando il fatto che in quell'ambiente si comportano tutti in modo freddo e cinico e chiedendo il permesso di tornare a casa prima. Saputa la cosa, Don corre a casa da lei, dove, dopo alcuni momenti di tensione, i due fanno l'amore: ma la ragazza non è più convinta che sia una buona idea per loro lavorare insieme.
La mattina dopo, alla Sterling Cooper Draper Pryce si presentano numerose persone di colore, che hanno visto l'annuncio di lavoro "aperto a tutti" e l'hanno ritenuto autentico : ora tutti i soci dell'agenzia, Bert Cooper, Pete, Lane, Don e Roger, sono in imbarazzo, perché in realtà non hanno né l'intenzione né la possibilità di assumere nessuno, ma mandandoli via si attirerebbero le stesse critiche piovute sulla Y&R. Lane risolve l'impasse raccogliendo i curriculum di tutte le aspiranti segretarie e promettendo loro che verranno ricontattate.
- Guest star: Alison Brie (Trudy Campbell), Peyton List (Jane Sterling)

## Foglie di tè
- Titolo originale: Tea Leaves
- Diretto da: Jon Hamm
- Scritto da: Erin Levy e Matthew Weiner

### Trama
Betty Francis, l'ex moglie di Don, appare notevolmente ingrassata rispetto al passato: sebbene il marito Henry la trovi ugualmente attraente, la suocera critica il suo aspetto e le consiglia di farsi prescrivere delle pillole dimagranti. Alla visita il medico però nota un ingrossamento sospetto nel collo di Betty, e le consiglia di fare degli esami per escludere un possibile cancro alla tiroide. Betty, preoccupata, telefona a Don, che cerca di rassicurarla.
Alla Sterling Cooper Draper Pryce, Pete e Lane comunicano a Roger che la Mohawk Airlines tornerà a essere loro cliente, e che servirà un nuovo copywriter che si occupi esclusivamente di quella campagna. Harry convince Don a recarsi al concerto dei già famosi Rolling Stones, in tournée in America, per convincerli a registrare un jingle pubblicitario; ma poi Harry non riconosce gli Stones e scrittura invece il gruppo di supporto.
Dal medico, Betty incontra la sua vecchia amica Joyce Darling, visibilmente malata di cancro: le due donne vanno a bere un tè insieme, dove un'indovina legge loro il futuro dal fondo della tazza. In ansia per i risultati dell'esame medico, Betty non riesce a trattenere le lacrime.
Peggy intervista un candidato al posto di copywriter, Michael Ginsberg, un tipo brillante e dalle idee originali, che ammira profondamente Don e che finirà per essere assunto, ma Stan la mette in guardia circa il nuovo arrivato che potrebbe un giorno scavalcarla.
Betty riceve finalmente il risultato dei suoi esami: il tumore è fortunatamente benigno. È naturalmente sollevata, anche se ciò vuol dire che il suo aumento di peso non è legato alla malattia e che dovrà impegnarsi a dimagrire.
Pete comunica a tutto il personale dell'agenzia (che ora comprende anche una nuova segretaria di colore, Dawn) la bella notizia dell'arrivo del nuovo cliente, Mohawk airlines, attribuendosene però tutto il merito e facendo innervosire Roger, stanco di essere considerato ormai totalmente inutile in ufficio. Don chiama a casa di Betty ed Henry per avere notizie, gli risponde Henry che gli comunica i risultati dell'esame, ma senza riferire a Betty che il suo ex marito l'ha cercata.

## Sconosciuti alla porta
- Titolo originale: Mystery Date
- Diretto da: Matt Shakman
- Scritto da: Victor Levin e Matthew Weiner

### Trama
Don e Megan prendono l'ascensore per dirigersi in ufficio: sale con loro anche una donna, Andrea, il cui atteggiamento fa subito capire che un tempo lei e Don sono stati amanti; Megan all'inizio rimane turbata da quell'incontro imbarazzante, ma il marito la rassicura sul fatto che ha cambiato vita, tranquillizzandola. L'uomo però nel corso della giornata continua a tornarci sopra. Don, inoltre, non sta bene, ha una forte tosse e probabilmente anche la febbre.
Sui giornali campeggia la notizia dell'agghiacciante massacro di otto infermiere perpetrato da un serial killer a Chicago (il colpevole, Richard Speck, sarà arrestato di lì a poco): Joyce, la fotografa amica di Peggy, porta alcune rare fotografie della scena del crimine ritenute non adatte per la pubblicazione; tra lei, Peggy e Stan vengono scambiate battute di cattivo gusto che mettono a disagio il nuovo arrivato, Michael Ginsberg.
A casa, Joan è felice e impaziente perché il marito Greg è in arrivo dal Vietnam: l'uomo può finalmente riabbracciare la moglie e vedere per la prima volta il piccolo Kevin. Sally si lamenta con Don perché Betty e Henry sono lontani e, a causa di uno sciopero, non possono tornare a breve e lei e i fratellini sono soli con la madre di Henry, Pauline, molto severa: l'anziana signora non fa che sgridare Sally e le proibisce di guardare la TV, perché non vuole che venga a sapere degli omicidi. Don rivede poi con Stan e Michael gli ultimi dettagli di una campagna pubblicitaria per una marca di scarpe e, sebbene Megan gli suggerisca di tornare a casa perché non sta affatto bene, si reca all'incontro, dove Michael illustra l'idea concordata, ma poi si fa prendere la mano e propone invece un'altra idea precedentemente scartata, che risulta vincente, facendo arrabbiare Don. Don, sempre più esausto e febbricitante, non torna in ufficio ma si reca direttamente a casa. In agenzia, nel frattempo, Pete chiede a Roger se il lavoro per la Mohawk Airlines sia a buon punto: l'uomo si è chiaramente dimenticato di seguirlo, perciò in fretta e furia paga Peggy perché rimanga in ufficio tutta la notte e si faccia venire qualche idea. Peggy scopre che la nuova segretaria Dawn talvolta è solita dormire in ufficio, perché ha paura di tornare a casa da sola a tarda sera, perciò le propone di passare la notte a casa sua: le due si scambiano qualche confidenza, ma il momento è parzialmente rovinato quando Peggy non si fida a lasciare la sua borsa nella stessa stanza in cui dormirà Dawn.
A casa, Don riceve l'inaspettata visita di Andrea, che spera di convincerlo ad andare a letto con lei prima che Megan torni: l'uomo cerca di mandarla via, ma alla fine, sempre più confuso e malato, cede. La donna lo provoca, dicendo che non cambierà mai e Don, esasperato, la uccide strangolandola. Ma era solo un'allucinazione causata dalla febbre: in realtà Andrea non è mai stata a casa sua e Megan è tornata da tempo.
Sally riesce, nonostante la sorveglianza della nonna, a leggere le notizie sugli omicidi di Chicago, ma poi, spaventata, non riesce a dormire: Pauline le dà una piccola dose di sonnifero. Greg dice a Joan che gli è stato chiesto di tornare in Vietnam per un altro anno: in realtà, come la donna viene a sapere poi dalla suocera, è lui che si è detto disposto a tornare volontario. La sua decisione fa infuriare Joan, che sperava che la sua famiglia potesse finalmente riunirsi: caccia quindi Greg di casa, troncando definitivamente con lui, stanca del suo piglio autoritario, del suo bisogno di dimostrare a tutti i costi che è un vero uomo, della poca considerazione con cui ha sempre guardato a lei e ai suoi bisogni, rinfacciandogli inoltre la sua colpa maggiore, che non gli ha mai perdonato, e cioè di averla violentata quando erano ancora fidanzati.
- Guest star: Sam Page (Greg)

## Lezioni di guida
- Titolo originale: Signal 30
- Diretto da: John Slattery
- Scritto da: Frank Pierson e Matthew Weiner

### Trama
Pete sta frequentando un corso per prendere la patente di guida: lì incontra una ragazzina, Jenny, con cui prova a flirtare. Lane e sua moglie Rebecca cenano con una coppia di amici, anch'essi inglesi, per festeggiare la vittoria della Nazionale alla Coppa del Mondo 1966: l'uomo, Edwin Baker, è un manager della Jaguar, e Lane coglie l'occasione per un affare per l'agenzia. Vuole occuparsi lui di tenere i contatti con il cliente, poiché essendo suo connazionale pensa di potersi relazionare bene con lui: Roger gli dà alcuni consigli sulle tattiche da usare per instaurare un rapporto di complicità col cliente.
Ken rivela a Peggy che un suo racconto di fantascienza, scritto sotto pseudonimo, è stato pubblicato, però le chiede di mantenere il segreto poiché non desidera che la cosa si sappia al lavoro. Pete ricorda a Don l'invito a cena a casa sua per lui e la moglie: convinto da Megan, e dopo aver provato invano a trovare una scusa, Don accetta. Alla cena sono invitati anche Ken Cosgrove e la moglie, e le tre coppie chiacchierano amabilmente a tavola: Cynthia, la moglie di Ken, si lascia sfuggire della passione del marito per la scrittura, e Ken deve quindi rivelare la trama del suo racconto. Un incidente con un rubinetto (che Pete aveva invano tentato in precedenza di riparare) rischia di allagare la cucina, ma il pronto intervento di Don risolve la situazione.
Nel frattempo Lane, a cena con Edwin Baker, non riesce a trovare alcun punto di contatto con il cliente: così, viene deciso che al successivo incontro penseranno Pete, Roger e Don.
Alle lezioni di guida, la ragazza da cui era attratto Pete trova molto più di suo gusto un bel giovane: questo aumenta la frustrazione e l'insoddisfazione dell'uomo. Alla successiva cena con Edwin Baker, l'uomo chiede che i suoi ospiti lo portino a spassarsela, perché con Lane si era piuttosto annoiato: i quattro (Don, Roger, Pete e Baker) si recano quindi a una festa, dove tutti, tranne Don, passano la notte in compagnia di alcune squillo. Pete, sempre desideroso dei riconoscimenti e della considerazione che non riesce mai ad avere, vuole che la sua compagna reciti la parte della donna sottomessa al suo sovrano.
Di ritorno in taxi, Don e Pete hanno una discussione, poiché Pete non gradisce la disapprovazione che vede nello sguardo dell'altro, che in passato aveva fatto ben di peggio. Don risponde che secondo lui Pete ha una famiglia meravigliosa e che, se anche lui avesse avuto le stesse cose in passato, sarebbe stato un uomo diverso; gli consiglia di non fare i suoi stessi errori.
Il giorno dopo, al lavoro, Roger sgrida Ken perché si dedica a scrivere racconti invece che al suo lavoro (e Ken capisce che deve essere stato Pete a dirglielo). Nel corso di una successiva riunione tra i soci, Lane furibondo comunica che la moglie di Edwin Baker ha scoperto tutto sulla nottata di baldorie che il marito ha trascorso con i colleghi, e che quindi l'affare è saltato per colpa loro. Questo dà luogo a una spiacevole discussione fra Lane e Pete, in cui quest'ultimo si mostra così offensivo che Lane lo sfida. I due fanno a pugni e Pete ha la peggio. Lane viene medicato da Joan: l'uomo le rivela di sentirsi fuori posto in quell'ambiente, ma la donna ribatte che essere diverso dagli altri uomini che lavorano lì non è un difetto, bensì un pregio. Lane la bacia, ma Joan, elegantemente, lo respinge. Pete, la faccia pesta, lascia l'ufficio: in ascensore incontra Don, al quale, scosso e disperato per le continue umiliazioni di cui si sente vittima, rivela che non gli sembra, come l'uomo gli aveva detto in taxi, di essere uno che ha tutto, ma di non avere proprio nulla.
- Guest star: Alison Brie (Trudy Campbell)

## Luoghi lontani
- Titolo originale: Far Away Places
- Diretto da: Scott Hornbacher
- Scritto da: Semi Chellas e Matthew Weiner

### Trama
L'episodio mostra tre segmenti della stessa giornata, dal punto di vista di Peggy, di Roger e infine di Don e Megan.
Peggy è molto nervosa perché dovrà affrontare una riunione con un difficile cliente, la Heinz, e litiga con Abe, il suo fidanzato, che l'accusa di essere sempre concentrata sul lavoro e distante. Al lavoro, Peggy non soddisfa le aspettative del cliente, si innervosisce e le viene di conseguenza tolto quell'incarico. Lascia l'ufficio e si reca al cinema, da sola, dove uno sconosciuto le offre di fumare un po' di marijuana e lei, in cambio, lo masturba nel buio della sala. Tornata in agenzia, comunica per telefono a Don, che la chiama da una cabina telefonica, dell'esito infelice della presentazione. Ha quindi una conversazione con il collega Michael Ginsberg, in cui egli le rivela a sorpresa che sua madre l'ha partorito mentre si trovava prigioniera in un lager. Frastornata per quella giornata così stressante, tornata a casa, telefona ad Abe, chiedendogli di venire a farle compagnia.
Nella stessa giornata, Roger e sua moglie Jane si recano a una cena da amici in cui tutti provano LSD. Alla cena è presente anche Timothy Leary, lo psicologo americano noto per le sue posizioni a favore delle droghe psicoattive. Attraverso strane visioni, Roger si trova faccia a faccia con la sua paura di invecchiare. Tornato a casa con Jane, i due, ancora sotto l'effetto della droga, si rivelano finalmente l'un l'altro i loro pensieri riguardo al loro matrimonio, ormai finito. La mattina dopo, infatti, tornato lucido, Roger comunica a Jane la sua intenzione di divorziare.
Nell'ultima parte dell'episodio, assistiamo a come Don e Megan hanno vissuto la stessa giornata. Anche Megan dovrebbe essere presente all'incontro con la Heinz, ma Don decide che invece loro due andranno in gita a Plattsburg, vicino a New York: il pretesto sarà ispezionare un albergo della catena Howard Johnson's, cliente della Sterling Cooper Draper Pryce. La ragazza si sente in colpa per aver abbandonato all'improvviso i colleghi subito prima di un appuntamento importante. Arrivati a destinazione, la tensione fra i due coniugi sale sempre di più, finché Megan non si arrabbia per il modo in cui Don la tratta e per come pretende di comandarla a bacchetta. Impulsivamente, Don sale in auto e se ne va: fatta un po' di strada, torna indietro, ma non trova più Megan. Per ore la cerca nei dintorni dell'albergo, telefona in ufficio per sapere se abbia chiamato (è la telefonata con Peggy di cui sopra), e infine la mattina dopo, non sapendo più che fare, tormentato dall'angoscia per la sorte della moglie scomparsa, torna a casa: là trova Megan, tornata con l'autobus. I due iniziano a litigare violentemente, finché Don non chiede scusa e giura di non volerla perdere.
Più tardi, in ufficio, Bert Cooper rimprovera Don: la sua assenza ingiustificata dal lavoro, unita al suo scarso impegno degli ultimi tempi, è stata secondo lui la causa del fallimento del meeting con la Heinz.
- Guest star: Peyton List (Jane Sterling)

## La proposta
- Titolo originale: At the Codfish Ball
- Diretto da: Michael Uppendahl
- Scritto da: Jonathan Igla

### Trama
Mentre Sally è al telefono col suo amico Glen, la nonna Pauline cade e deve essere portata in ospedale; Sally e suo fratello Bobby, in assenza della madre e di Henry, vanno quindi a stare a casa di Don, nello stesso giorno in cui arrivano dal Canada i genitori di Megan, Emile e Marie. Emile è un insigne studioso di simpatie filocomuniste che adora la figlia, ma i rapporti fra lui e sua moglie sono alquanto tesi.
Nel frattempo, Roger chiacchiera con la sua prima moglie, Mona, cui racconta della sua recente esperienza con l'LSD e della fine del suo matrimonio con Jane, e cui infine chiede di indicargli alcuni nomi di grossi industriali che potrebbe incontrare a una serata indetta dall'American Cancer Society per premiare Don.
Peggy riceve un invito a cena dal fidanzato Abe: la ragazza teme che lui voglia lasciarla, invece Joan pensa che probabilmente le chiederà di sposarlo. In realtà, l'uomo vuole chiederle di andare a vivere insieme: Peggy, che sperava in una proposta di matrimonio, comunque accetta.
Megan ha un'idea per la campagna pubblicitaria dell'incontentabile cliente della Heinz e, quando scopre che il cliente ha ormai deciso di rivolgersi altrove, lo rivela a Don, che riesce a sottoporre l'idea della moglie all'ultimo momento: il cliente è molto soddisfatto. Il giorno dopo, in ufficio, tutti si complimentano con Megan, anche Peggy, che la ragazza temeva sarebbe stata gelosa, è contenta; Peggy inoltre rivela a Joan che lei e Abe andranno a vivere insieme. La madre di lei, Katherine, però, non ne è affatto contenta, perché teme che Abe non abbia intenzioni serie.
Alla serata dell'American Cancer Society partecipa anche Sally, assieme ai coniugi Draper, ai genitori di Megan, a Roger e Pete. Roger scherza con lei, e la ragazzina si diverte molto finché non volendo vede, non vista, lo stesso Roger e la madre di Megan che, appartatisi in una stanza, fanno sesso orale. Nel frattempo, il padre di Megan non si trattiene dal rivelare alla figlia che Don non gli piace e dal dirle che non vorrebbe che sposandolo Megan abbia rinunciato a tutti i suoi sogni e alle sue aspirazioni. Parlando con uno degli invitati, Ed Baxter, suocero di Ken Cosgrove e importante uomo d'affari, Don viene a sapere che la sua reputazione è molto appannata da quando ha fatto mostra di "scaricare" platealmente la Lucky Strike facendo pubblicare una lettera sul New York Times
- Guest star: Talia Balsam (Mona Sterling), Julia Ormond

## Lady Lazarus
- Titolo originale: Lady Lazarus
- Diretto da: Phil Abraham
- Scritto da: Matthew Weiner

### Trama
Pete e Howard, l'uomo che prende il suo stesso treno ogni giorno, chiacchierano: Howard gli propone di stipulare un'assicurazione sulla vita e gli rivela di aver preso un appartamento in città per le sue scappatelle extraconiugali. Facendo credere al marito che si sarebbe trattenuta in ufficio, Megan si reca a un'audizione per un ruolo in una produzione teatrale: Peggy si ritrova così in imbarazzo quando Don telefona in ufficio e chiede di parlare con Megan.
Tornando dal lavoro, Pete incontra alla stazione la moglie di Howard, Beth, agitata e nervosa perché sospetta che il marito passi la notte a New York per motivi diversi dal lavoro. Pete la riaccompagna a casa, e i due finiscono per copulare; dopo però la donna lo congeda dicendogli che ciò non dovrà ripetersi.
Il giorno dopo, Megan rivela a Peggy la verità su dove sia stata, e anche che il mestiere di copywriter non è il suo sogno: vorrebbe riprovare a fare l'attrice, come aveva tentato di fare prima di essere assunta alla Sterling Cooper Draper Pryce, ma non sa come dirlo a Don, che ne rimarrebbe deluso. Peggy, irritata, le risponde che molte persone vorrebbero avere il lavoro che ha ora, e assiste arrabbiata quando Don e Megan provano una scenetta per uno spot di un dessert.
Pete telefona a Beth sperando di convincerla a rivedersi, ma la donna rifiuta e tronca la comunicazione. Megan confessa finalmente a Don che il suo vero sogno è fare l'attrice, non lavorare nella pubblicità: l'uomo non sembra deluso o arrabbiato, e la incoraggia a fare quello che le piace. La ragazza, felice e sollevata, lo ringrazia. Il giorno successivo, quindi, in ufficio, Megan annuncia ai colleghi che lascia il lavoro. A sera, Pete sfrutta la scusa dell'assicurazione per ottenere un invito a cena a casa di Howard, dove riesce, di nascosto dal marito, a dare appuntamento a Beth in una stanza d'albergo: la donna però non si presenta.
Peggy sostituisce Megan nella scenetta per lo spot del dessert, ma le cose non funzionano bene come con Megan, dando luogo a una discussione con Don. A sera, a casa, Don saluta Megan, che va al corso di recitazione, e ascolta i Beatles, mentre Peggy lavora in ufficio e Pete, alla stazione, osserva triste Beth e Howard allontanarsi insieme in auto.
- Guest star: Alexis Bledel (Beth)

## Ombre scure
- Titolo originale: Dark Shadows
- Diretto da: Scott Hornbacher
- Scritto da: Erin Levy

### Trama
Betty sta cercando di dimagrire e segue una ferrea dieta. Pete annuncia orgogliosamente ai soci che forse uscirà un articolo sull'agenzia sul supplemento domenicale del "New York Times": preparando del materiale da mostrare per l'articolo, Don si accorge che le ultime campagne pubblicitarie sono tutte firmate da Peggy o, soprattutto, da Ginsberg, e che il suo nome non compare mai. Ferito nell'orgoglio, si impegna allora per farsi venire un'idea per il frullato "Sno Ball", su cui sta lavorando anche Michael Ginsberg, che ha già svariate e brillanti idee da proporre.
Bert Cooper comunica a Roger che, per siglare un accordo con un potenziale nuovo cliente, un produttore di vini ebreo, potrebbe essere utile il fascino di Jane (anch'ella ebrea), non sapendo che lei e Roger si stanno separando. Roger chiede alla ragazza di fargli questo favore, e lei accetta. Dopo la cena, però, Roger riesce a convincere Jane a copulare, non tenendo conto, egoisticamente, dei sentimenti di lei, che invece sta cercando di lasciarsi alle spalle il loro matrimonio. Dopo, quando la donna glielo fa notare, sembra sinceramente pentito.
Fra le idee di Don e di Ginsberg per la campagna pubblicitaria, tutti, senza sapere quale sia di chi, preferiscono quella di Ginsberg: subdolamente, però, andando all'incontro con il cliente, Don finge di dimenticare la proposta del collega in taxi, in modo che la sua sia l'unica effettivamente presentata. Ginsberg gli rinfaccia questa scorrettezza, ma Don non sembra curarsene affatto.
Betty e Henry si recano a casa di Don e Megan per riprendere i figli, andati a trovare il padre: tra Betty e Megan c'è un rapido incontro piuttosto gelido, e Betty invidia la forma smagliante della rivale. Nervosa e amareggiata, per vendicarsi si lascia sfuggire intenzionalmente con la figlia Sally un accenno alla prima moglie di Don, Anna Draper, di cui i bambini non hanno mai saputo l'esistenza (Anna, ormai deceduta, era in realtà la moglie del vero Don Draper, l'uomo di cui Dick Whitman ha assunto l'identità): Betty invita Sally a chiedere a Megan di parlargliene, sapendo che questo provocherà tensioni e imbarazzi. Difatti, la ragazzina si arrabbia con Megan perché le ha mentito pur atteggiandosi a sua amica; quando Don lo viene a sapere, si arrabbia con Betty e vorrebbe chiamarla, ma Megan lo trattiene.
- Guest star: Peyton List (Jane Sterling), Alexis Bledel (Beth)

## Valzer di Natale
- Titolo originale: Christmas Waltz
- Diretto da: Michael Uppendahl
- Scritto da: Victor Levin e Matthew Weiner

### Trama
Si avvicina il Natale 1966. Lane Pryce ha un grosso debito col fisco britannico ed è in notevoli difficoltà finanziarie: ha lasciato all'oscuro di questa sua situazione critica sia la moglie Rebecca sia i colleghi, e ora entro poco tempo deve rimediare un'ingente somma di denaro. Spera di risolvere i suoi problemi grazie ai bonus che l'agenzia elargisce ai dipendenti in occasione delle feste natalizie.
Pete comunica a Don e Roger che sono ancora in corsa per aggiudicarsi il contratto con la Jaguar, anche se questo comporterà un duro lavoro a cavallo delle feste. Harry incontra il vecchio amico ed ex collega Paul Kinsey, che nel frattempo ha abbracciato il movimento Hare-Krishna e professa ora indifferenza verso le cose materiali e di essersi liberato delle sue ansie e insicurezze; Paul e la sua nuova fidanzata, Lakshmi, convincono Harry a trattenersi per assistere a una seduta, e al termine l'amico consegna a Harry un copione che ha scritto per la serie televisiva Star Trek, pregandolo di farlo avere ai produttori, grazie alle sue conoscenze nel mondo della televisione. Megan e Don assistono a uno spettacolo teatrale in cui vengono criticati il consumismo della società americana e lo strapotere della pubblicità: Don reagisce con stizza alle critiche sul suo lavoro, e al ritorno a casa ha un piccolo screzio con la moglie. In quella stessa notte, Lane penetra in ufficio e falsifica un assegno a lui intestato con la firma di Don.
Il giorno dopo, Joan, che in precedenza ha rifiutato l'offerta di soldi da parte di Roger per il loro figlio, Kevin, riceve le carte per il divorzio dal marito Greg, e perde il suo abituale self-control: per calmarla, Don la porta con sé a provare un'auto della Jaguar per cui devono preparare una campagna, la Jaguar XKE. I due vanno poi in un locale dove bevono e chiacchierano, scambiandosi confidenze sulle loro vite: Don incoraggia l'amica a vedere il divorzio come un'opportunità per ricominciare. Tornato a casa, Don trova Megan furibonda perché non le ha fatto sapere dove fosse andato.
Lakshmi, la fidanzata di Paul, si reca in ufficio a trovare Harry, dicendogli di essersi sentita attratta da lui fin dal momento in cui l'ha incontrato: i due copulano, ma in realtà, come si scopre poi, la donna vuole solo convincere Harry a troncare ogni rapporto con Paul, convinta che sia una pessima influenza, e a scoraggiare le sue ambizioni di diventare uno sceneggiatore, in modo che possa dedicarsi totalmente alla sua nuova fede. Harry, però, che ha letto il copione di Paul e l'ha trovato pessimo, non ha il coraggio di dirgli la verità, gli offre 500 dollari per le sue necessità e gli consiglia di trasferirsi a Los Angeles, per tentare la fortuna a Hollywood e lasciare Lakshmi.
Pete comunica ai soci che la Mohawk Airlines, a causa dello sciopero dei suoi dipendenti, ha deciso di sospendere la pubblicità: a causa di questo inaspettato inconveniente, i soci decidono di rinunciare ai loro bonus natalizi per far sì che gli altri dipendenti possano avere i loro. Questo sconvolge totalmente i piani di Lane Pryce, che però non può rifiutarsi. Di fronte ai colleghi, Lane, Pete, Roger, Cooper e Don annunciano che l'agenzia intende fare il massimo sforzo per battere i concorrenti e conquistare l'accordo con la Jaguar: Don fa un breve discorso che riesce a motivare tutti per quel nuovo impegnativo ma stimolante compito.

## L'altra donna
- Titolo originale: The Other Woman
- Diretto da: Phil Abraham
- Scritto da: Semi Chellas e Matthew Weiner

### Trama
Don, Stan, Ginsberg e gli altri creativi lavorano senza soste per farsi venire un'idea per la campagna della Jaguar: la loro idea è che la Jaguar, bella, potente, costosa ed "eccitante", possa essere paragonata a un'amante. Nel frattempo, un pezzo grosso della casa automobilistica fa capire a Pete e a Ken che il contratto sarebbe assicurato se gli faranno passare una notte con Joan. Di sua iniziativa, Pete arriva a chiedere alla donna se può considerare l'ipotesi, e Joan, offesa, gli dà una risposta negativa, ma che l'uomo interpreta come non definitiva. Agli altri partner, Pete dice che Joan gli ha risposto che lo farebbe solo se ricevesse una lauta ricompensa: nella riunione, solo Don è nettamente contrario all'idea, e lascia la stanza furibondo. Lane non è affatto contento dell'idea, tuttavia cerca di consigliare Joan di cercare di ottenere il massimo da quella situazione.
Peggy è riuscita a risolvere brillantemente un problema con un'altra campagna pubblicitaria, ma non riceve il giusto apprezzamento da Don, ancora irritato per i discorsi su Joan, che anzi la tratta male. Stanca di quella situazione, la ragazza riceve dal vecchio amico Freddy Rumsen il consiglio di cominciare a fare colloqui con la concorrenza, e Peggy contatta Ted Chaough, che le fa un'offerta molto vantaggiosa.
Megan nel frattempo si sta impegnando per realizzare il suo sogno di diventare attrice, presentandosi a vari provini, al momento senza fortuna. Quando Don scopre che il suo lavoro potrebbe portarla ad andare fino a Boston, si irrita, e la ragazza replica che lui l'ha appoggiata solo perché non pensava veramente che facesse sul serio.
Alla fine, Joan dice a Pete che accetta, ma in cambio vuole entrare nel consiglio di amministrazione e una percentuale sui ricavi. Don e Ginsberg trovano finalmente un'idea su cui impostare la campagna per la Jaguar: l'automobile rappresenta forse l'unica cosa veramente bella che un uomo può veramente "possedere". In serata, Pete comunica a Don che Joan ha accettato: furibondo, Don si reca a casa della donna dicendole che non è obbligata a prostituirsi, e Joan apprezza le sue parole. L'uomo però non sa di essere arrivato troppo tardi: Joan è già stata a letto con quell'uomo.
Il giorno dopo, Don fa la sua brillante presentazione di fronte ai manager della Jaguar, e l'agenzia ottiene l'incarico. Convinto che il successo sia dovuto alla qualità del suo lavoro, Don capisce come invece siano andate le cose quando vede che Joan è diventata una partner.
Mentre tutti festeggiano il successo, Peggy chiede di parlare con Don in privato; lo ringrazia per quanto ha fatto per lei in tutti quegli anni, ma allo stesso tempo gli comunica che per lei è arrivato il momento di guardare avanti e fare nuove esperienze: ha deciso di licenziarsi e di andare a lavorare in un'altra agenzia. Dopo che Don ha cercato inutilmente di farle cambiare idea, i due si salutano con profonda commozione. Peggy raccoglie le sue cose e lascia l'ufficio: solo Joan la nota mentre si allontana.
- Guest star: Joel Murray (Freddy Rumsen), Alison Brie (Trudy Campbell)

## Commissioni e tariffe
- Titolo originale: Commissions and Fees
- Diretto da: Christopher Manley
- Scritto da: Andre Jacquemetton e Maria Jacquemetton

### Trama
A Lane, in virtù dell'ottimo lavoro svolto per la Sterling Cooper Draper Pryce, viene offerto un posto prestigioso presso l'American Association of Advertising Agencies. Alla riunione dei partner dell'agenzia, cui ora partecipa anche Joan, si discute sulla modalità di pagamento proposta dal nuovo cliente, la Jaguar. Nel frattempo, Sally si rifiuta di andare il fine settimana a sciare con madre, patrigno e fratellini, e ottiene di rimanere a New York con Don e Megan. Poiché il lunedì mattina seguente la ragazza ha un importante provino, si decide che la ragazzina salterà la scuola, perché nessuno può accompagnarla.
Esaminando i libri di conti della compagnia, Cooper scopre l'assegno a favore di Lane che presenta apparentemente la firma di Don (in realtà la firma è stata falsificata) e gliene chiede conto; Don decide di affrontare la cosa in privato con Lane. Messo di fronte all'evidenza, Lane dapprima cerca di negare, poi supplica Don di perdonarlo, ma Don non ha scelta: ha rubato soldi dell'agenzia, l'unica cosa che può concedergli è una via di uscita onorevole, non lo denuncerà di fronte agli altri, ma Lane deve dare le dimissioni. Don si reca poi da Roger, chiedendo che questi gli organizzi un incontro con Ed Baxter della Dow Chemical: per loro è arrivato il momento di puntare finalmente in alto. L'unico ostacolo è Ken Cosgrove, genero di Baxter, che finora ha sempre desiderato evitare di mescolare famiglia e lavoro: Roger riesce a convincerlo acconsentendo alla sua richiesta, e cioè che il suo eterno rivale Pete Campbell non si occuperà dell'affare.
Lane torna a casa disperato e a pezzi: trova la moglie Rebecca che, ignara di tutto, è tutta felice e orgogliosa per l'apparente successo di suo marito, che ha pensato di festeggiare comprando una nuova costosissima automobile, una Jaguar XKE verde. Incapace di dirle la verità sulla loro disastrosa situazione finanziaria e sul fatto che ha appena perso il lavoro, Lane finge che tutto sia normale come sempre, ma nella notte tenta di suicidarsi con i gas di scarico della macchina, che però non si accende. Si reca allora in ufficio.
La mattina dopo, Sally, invece di rimanere a casa, si incontra di nascosto con l'amico Glen, e i due visitano l'American Museum of Natural History: la ragazzina però si sente male perché ha il suo primo ciclo mestruale e, spaventata, prende un taxi e corre a casa dalla madre Betty, che la rassicura. Glen, invece, non sapendo che fare, torna all'appartamento di Don e Megan, dove la ragazza, nel frattempo rientrata, gli offre, visto che il treno che Glen deve prendere per rientrare all'istituto partirà solo fra alcune ore, di aspettare lì fino a sera.
Nel frattempo, all'incontro con i manager della Dow Chemical in compagnia di Roger, Don cerca di convincerli a lasciare l'agenzia pubblicitaria di cui si sono serviti finora e a diventare loro clienti, perché grazie a loro diventeranno i padroni del mercato: il suo discorso appassionato impressiona i suoi ascoltatori.
Intanto, in ufficio, Joan cerca di entrare nell'ufficio di Lane, ma la porta è bloccata. Preoccupata, si reca nella stanza vicina, in cui si trovano Pete, Harry e Ken. Sporgendosi al di là della parete divisoria, i tre riescono a vedere che Lane si è impiccato. Quando Don e Roger tornano dall'incontro alla Dow Chemical, tutti gli impiegati sono stati mandati via, sono rimasti solo Pete, Joan e Cooper, ancora sotto choc, che comunicano loro la tragica notizia. Don, Pete e Roger calano giù il cadavere di Lane e lo adagiano su un divano: trovano una lettera, che credono possa contenere la spiegazione di quel gesto, e invece è una semplice lettera di dimissioni. Esausto e stravolto, Don torna a casa, dove trova Glen: senza fare ulteriori domande, accompagna lui il ragazzino alla stazione.

## Il fantasma
- Titolo originale: The Phantom
- Diretto da: Matthew Weiner
- Scritto da: Jonathan Igla e Matthew Weiner

### Trama
A casa Draper si trova in visita la madre di Megan, Marie. Un'amica di Megan chiede alla ragazza il favore di mettere una buona parola per lei con suo marito Don per una parte in uno spot pubblicitario. Don, oppresso da un forte mal di denti, crede di vedere ogni tanto il suo fratellastro Adam Whitman, morto da anni.
In treno, Pete incontra Howard e Beth Dawes: la donna evita di parlargli, però dopo gli telefona in ufficio per chiedergli di incontrarla in un albergo: offeso, inizialmente l'uomo è riluttante ad accettare, poi cede e i due fanno l'amore. Beth gli racconta che il marito, per curare la sua depressione e melancolia, ha deciso di farla sottoporre all'elettroshock; Pete le propone di fuggire insieme, ma lei rifiuta.
Megan, invece di chiedere aiuto per la sua amica, domanda a Don di favorire lei per la parte, ma il marito non accetta, convincendola che non è quello il modo in cui vuole avere successo. La ragazza però è sempre più scontenta e delusa di tutti i rifiuti che sta collezionando ai vari provini: la madre cerca di consolarla, ma di fronte alla sua apatia cerca di scuoterla bruscamente. Marie dice a Don che secondo lei Megan non ha veramente talento, e gli consiglia di pazientare fino a quando non le sarà passata questa "fase". La donna poi si reca a un incontro con Roger, con cui aveva avuto un'avventura durante la sua precedente visita: l'uomo le chiede di provare l'LSD assieme a lui, ma la donna rifiuta.
Nel frattempo, i soci stanno pensando di espandere i propri uffici anche al piano superiore del grattacielo, visto l'aumento di liquidità, dovuto anche al versamento del premio dell'assicurazione sulla vita del defunto Lane Pryce: Don si reca dalla vedova, Rebecca, perché gli sembra giusto darle almeno una parte del denaro, ma la donna lo tratta con molta freddezza, ritenendo che le nuove frequentazioni siano state la causa del cambiamento nel marito e, in ultimo, del suo suicidio. Don, Pete, Roger, Joan e Cooper si recano a ispezionare gli ampi locali al piano superiore appena acquistati.
Don si reca finalmente dal dentista per curare il suo mal di denti e, mentre si trova sotto l'effetto dell'anestetico, ha una nuova visione di suo fratello Adam. Nel frattempo, Pete si reca a trovare Beth in ospedale, ma la donna, dopo l'elettroshock, non si ricorda affatto di lui; dopo la sorpresa iniziale, tristemente l'uomo prova l'impulso di confidarsi, parlando di sé in terza persona: pur avendo una vita apparentemente serena, sente sempre un vuoto dentro di sé che non riesce a colmare, una ferita che non riesce a guarire.
Al cinema, Don incontra casualmente Peggy, ormai lanciata nel suo nuovo lavoro: la ragazza gli parla dei suoi prossimi impegni e dei suoi futuri viaggi di lavoro, e l'uomo si congratula con la sua ex "protetta". Di ritorno a casa in treno, Pete incontra Howard, e il modo in cui parla della povera Beth lo fa infuriare: Howard capisce finalmente che è lui l'amante di sua moglie, e i due vengono alle mani; a casa, Pete racconta alla moglie Trudy di avere avuto un incidente e, vedendolo così malconcio e non sapendo la verità, lei finalmente acconsente a cercare un appartamento a New York per lui.
Don osserva attentamente un provino girato dalla moglie Megan, che davanti alla cinepresa mostra varie espressioni: alla fine, decide di dare a lei la parte nello spot pubblicitario. Mentre la ragazza, felice, si trucca e si prepara per andare in scena, Don si allontana per recarsi in un bar, dove incontra una bella sconosciuta.
- Guest star: Alison Brie (Trudy Campbell), Alexis Bledel (Beth)